# Francisco Rodelas
Francisco Rodelas é considerado o seu primeiro cacique da tribo Tuxá. Lutou ao lado de Filipe Camarão durante a ocupação holandesa na Batalha dos Guararapes.
Da atuação de Francisco Rodelas na região e à catequese de cerca de 200 homens de sua tribo, originou-se o nome do município de Rodelas, na Bahia.